# Authentik Remix
Pour les articles homonymes, voir Authentik (homonymie), Authentik, Authentik (album) et Authentik (web-série).
Singles de Suprême NTM
Le Monde de demain
(9 octobre 1990) Soul Soul Remix
( 8 janvier 1992)
Pistes de Authentik
Test des micros L'argent pourrit les gens
Authentik Remix est un maxi du groupe Suprême NTM, sorti en 1991.

## Contenu
Il contient des remixes réalisés par l'Américain Kirk Yano des titres Authentik et L'Argent qui figurent sur leur premier album studio, Authentik sorti le 3 juin 1991.
Le remix du titre Authentik contient un couplet supplémentaire rappé par Kool Shen et Joeystarr par rapport au même titre sur l'album.

## Pochette
La pochette est réalisée par les graffeurs Mode 2 et Colt.

## Clip
Le clip de la chanson Authentik est réalisé par Pascal Venturini et est tourné à Paris, porte de Bagnolet. Contrairement au précédent clip Le Monde de demain, NTM décide de revenir à une esthétique rap traditionnelle. Le clip met en scène un reporter de guerre, le comédien Olivier Doran, malmené par les rappeurs NTM et leur entourage.

## Liste des titres
- Authentik Remix
- Authentik Remix (Instrumental)
- L'Argent
- L'Argent (Instrumental)